# Werner Rau
Werner Bernhard Rau (* 28. November 1927 in Stuttgart; † 8. November 2013 in München) war ein deutscher Biologe und Hochschullehrer an der Ludwig-Maximilians-Universität München.

## Biografie
Rau studierte an der Eberhard Karls Universität Tübingen  Biologie, Chemie sowie Geographie. 1950 rezipierte er bei der Landsmannschaft Schottland. Mit einer botanischen Arbeit ist er 1953 in Tübingen zum Dr. rer. nat. promoviert worden.
1955 kam er als akademischer Rat an das Botanische Institut der Universität München. Hier habilitierte er sich 1962 und ist 1969 zum außerplanmäßigen Professor ernannt worden. 1976 lehnte er einen Ruf auf den ordentlichen Lehrstuhl für Botanik an der Universität Münster ab. Er befasste sich während seiner gesamten Forschungstätigkeit intensiv mit der Induktion der Blütenbildung bei Langtagpflanzen. Im Zuge der einsetzenden Vergrößerung des Ozonlochs der Erde und deren nicht absehbaren Folgen beteiligte er sich an einem deutsch-amerikanischen Gemeinschaftsprojekt zur Erforschung der möglichen Risiken durch die auf die Erdoberfläche auftreffende, verstärkte UV-Strahlung für das Wachstum von Pflanzen und dadurch letztlich für die Ernährung des Menschen. Zuletzt war er in den Neunzigerjahren Forschungsgruppenleiter und Koordinator von BayFORKLIM, einem interdisziplinären Forschungsverbund, der sich mit Klimaänderungen in Bayern und ihren Auswirkungen auf Mikroorganismen, Pflanzen, Tiere und den Menschen beschäftigte.
Jahrzehntelang war er geschäftsführender Vorstand des botanischen Instituts der Universität München, zu deren Vizepräsident er 1981 gewählt worden ist.
Zu seinen Schülern zählt August Böck.

## Veröffentlichungen
- Über die Wirkung zu verschiedenen Tageszeiten gebotenen Lichtes auf Substanzproduktion und Stickstoffgehalt von Keimpflanzen. Dissertation Universität Tübingen 1953.